# شهرستان یانتینگ
شهرستان یانتینگ (به لاتین: Yanting County) یک شهرستان‌های جمهوری خلق چین در چین است که در میانیانگ واقع شده‌است.